# 3×3-Basketball
3×3-Basketball (auch 3-gegen-3-Basketball) ist eine Variante der Sportart Basketball. Pro Mannschaft stehen drei Spieler auf dem Feld, gespielt wird anders als beim „Fünf gegen Fünf“ auf nur einen Korb. Ursprung der verkleinerten Spielform ist der Streetball, zudem ist „3 gegen 3“ eine häufig im Training eingesetzte Übungsform.

## Geschichte
Seit 2007 unternahm der Basketballweltverband FIBA Probeläufe mit der „3-gegen-3“-Variante in Asien, im Rahmen der Olympischen Jugend-Sommerspiele 2010 in Singapur fand der erste offizielle FIBA-Wettbewerb in dieser Spielform statt.
Seit 2012 veranstaltet die FIBA „3-gegen-3“-Weltmeisterschaften. Im Rahmen dieser Veranstaltungen werden neben den Mannschaftswettkämpfen auch Dunking- (Männer), Technik- (Frauen) und Dreipunktwettbewerbe (Mixed) ausgetragen. Ebenfalls seit 2012 findet eine Welttour statt.
Im Januar 2017 wurde in den Vereinigten Staaten die „3-gegen-3“-Profiliga Big3 gegründet. Im Juni 2017 gab das Internationale Olympische Komitee bekannt, dass „3×3“-Basketball bei den Sommerspielen 2020 in Tokio ins olympische Programm aufgenommen wird. Die Sommerspiele fanden dann vom 23. Juli bis zum 8. August 2021 statt. Der erste Olympiasieger bei den Herren kam aus Lettland (21:18-Endspielsieg gegen Russland), bei den Damen siegten die Vereinigten Staaten (18:15-Endspielsieg gegen Russland).

## Regelwerk
Beim „3 gegen 3“ stehen pro Mannschaft vier Spieler auf dem Meldebogen, wobei einer als Einwechselspieler fungiert. Mindestens ein (mitunter zwei) Schiedsrichter leitet das Spiel, darüber hinaus werden bis zu zwei Zeitnehmer eingesetzt. Vor dem Spielbeginn wird eine Münze geworfen: Diejenige Mannschaft, die diesen Münzentscheid gewinnt, kann bestimmen, ob sie die Partie mit Ballbesitz beginnt oder dem Gegner den ersten Ballbesitz überlässt.
Die Mannschaft, die einen Korb erzielt, erhält einen Punkt. Zwei Punkte gibt es, wenn der Korb von außerhalb des Halbkreises (im „Fünf gegen Fünf“ Dreipunktlinie genannt) erzielt wird. Die Spielzeit beträgt höchstens zehn Minuten. Hat eine Mannschaft zuvor 21 Punkte erzielt, hat sie das Spiel vorzeitig gewonnen. Beide Mannschaften haben pro Spiel jeweils eine Auszeit, bei Fernsehübertragungen gibt es zusätzlich zwei Medienauszeiten: Bei der ersten Situation mit ruhendem Ball bei 6:59 Minuten restlicher Spielzeit oder weniger, die zweite bei erster Gelegenheit mit ruhendem Ball bei 3:59 Minuten. Der ballbesitzenden Mannschaft stehen je Angriff bis zu zwölf Sekunden zur Verfügung. Nach einem Korberfolg erhält die zuvor verteidigende Mannschaft den Ball unter dem Korb, danach muss der Ball per Dribbling oder Pass in den Bereich außerhalb des Halbkreises bewegt werden. Nach einem ruhenden Ball übergibt die anschließend verteidigende der anschließend angreifenden Mannschaft den Ball außerhalb des Halbkreises. Im Anschluss an einen Defensiv-Rebound oder einen Ballgewinn muss der Ball per Dribbling oder Pass in den Bereich außerhalb des Halbkreises gebracht werden.
Wird ein Spieler in der Wurfbewegung gefoult, wird ihm ein Freiwurf zugesprochen (zwei Freiwürfe bei einem Foul außerhalb des Halbkreises). Die Mannschaftsfoulgrenze beträgt sechs. Jedes zusätzliche Foul wird mit zwei Freiwürfen für den gefoulten Spieler geahndet. Ab zehn begangenen Fouls pro Mannschaft erhält der gefoulte Spieler zwei Freiwürfe, anschließend hat seine Mannschaft zudem Ballbesitz.
In einer möglichen Verlängerung hat die Mannschaft den ersten Ballbesitz, die nicht den ersten Ballbesitz des Spiels innehatte. Die Mannschaft, die in der Verlängerung als erste zwei Punkte erzielt, gewinnt.
Spielerwechsel können bei ruhendem Ball und vor der Ballübergabe an die gegnerische Mannschaft vorgenommen werden. Die Wechsel erfolgen fliegend, der ein- und der ausgewechselte Spieler müssen sich berühren, um den Vorgang offiziell zu vollziehen, eine Genehmigung des Wechsels durch den oder die Schiedsrichter beziehungsweise den Wettkampftisch ist nicht vonnöten.